# Liste der Golfplätze Niederösterreichs
Die Liste der Golfplätze Niederösterreichs bietet eine Übersicht über alle Golfplätze in Niederösterreich zum Stand 2018.
| Achau |

| Atzenbrugg |

| Linsberg |

| Bockfließ |

| Forsthof |

| Breitenfurt |

| Brunn am Gebirge |

| Autendorf |

| Ebreichsdorf |

| Enzesfeld |

| Ferschnitz |

| Götzendorf |

| Gumpoldskirchen |

| Guntramsdorf |

| Hainburg |

| Haugschlag |

| Himberg |

| Klosterneuburg |

| Laa/Thaya |

| Laab im Walde |

| Langenzersdorf |

| Lengenzersdorf |

| Föhrenwald |

| Lassee |

| Lengenfeld |

| Leopoldsdorf |

| Litschau |

| Maria Taferl |

| Neidling |

| Neulengbach |

| Oberwaltersdorf |

| Poysdorf |

| Raasdorf |

| Adamsthal |

| Ottenstein |

| Schönborn |

| Schwechat |

| Semmering |

| Spillern |

| Ernegg |

| Hollenbach |

| Weitra |

| Zöbern |

| Region           | Bezirk        | Gemeinde              | Club                              | Ort               | Typ          | Loch   | Par      | Anmerkung  |
| ---------------- | ------------- | --------------------- | --------------------------------- | ----------------- | ------------ | ------ | -------- | ---------- |
| Industrieviertel | Baden         | Achau                 | Golfrange Achau                   | Achau             | Parkland     | 9      | 62       |            |
| NÖ-Mitte         | Tulln         | Atzenbrugg            | Diamons Country Club              | Moosbierbaum      | Parkland     | 18+9   | 72       | Live-Cam   |
| Industrieviertel | Wr. Neustadt  | Bad Erlach            | GC                                | Linsberg          | Parkland     |        |          | in Bau     |
| Weinviertel      | Gänserndorf   | Bockfließ             | GC                                | Wendlingerhof     | Parkland     | 18     | 66       |            |
| Mostviertel      | St. Pölten    | Brand-Laaben          | GC Wienerwald                     | Forsthof          | Parkland     | 9      | 68       |            |
| Industrieviertel | Mödling       | Breitenfurt bei Wien  |                                   | Breitenfurt       | Parkland     | 9      | 70       |            |
| Industrieviertel | Mödling       | Brunn am Gebirge      | Golf & Country Club               | Brunn am Gebirge  | Parkland     | 18     | 70       |            |
| Waldviertel      | Horn          | Drosendorf            | GC Thayathal                      | Autendorf         | Parkland     | 18     | 67       |            |
| Industrieviertel | Baden         | Ebreichsdorf          |                                   | Ebreichsdorf      | Parkland     | 18     | 72       | Live-Cam   |
| Industrieviertel | Baden         | Enzesfeld-Lindabrunn  |                                   | Enzesfeld         | Parkland     | 18     | 72       | Live-Cam   |
| Mostviertel      | Amstetten     | Ferschnitz            | GC Swarco                         | Ferschnitz        | Parkland     | 18     | 72       | Live-Cam   |
| Industrieviertel | Bruck/Leitha  | Götzendorf/Leitha     | Frühling                          | Götzendorf        | Parkland     | 18+9+9 | 72+37+30 |            |
| Industrieviertel | Mödling       | Gumpoldskirchen       | GC Richardhof                     | Richardhof        | Parkland     | 9      | 70       |            |
| Industrieviertel | Mödling       | Guntramsdorf          |                                   | Guntramsdorf      | Parkland     | 9      | 58       |            |
| Industrieviertel | Bruck/Leitha  | Hainburg an der Donau | GC                                | Hainburg          | Parkland     | 18     | 72       |            |
| Waldviertel      | Gmünd         | Haugschlag            | Leading Golfresort Haugschlag     | Haugschlag        | Parkland     | 18+18  | 72       | Live-Cam   |
| Industrieviertel | Bruck/Leitha  | Himberg               | Colony Club                       | Gutenhof          | Parkland     | 18+18  | 72       |            |
| Industrieviertel | Tulln         | Klosterneuburg        | GC                                |                   | Parkland     |        |          | in Planung |
| Weinviertel      | Mistelbach    | Laa an der Thaya      | GC Weinviertel                    | Laa an der Thaya  | Parkland     |        |          | in Planung |
| Industrieviertel | Mödling       | Laab im Walde         | GC                                | Laab im Walde     | Parkland     | 18     | 54       |            |
| Weinviertel      | Korneuburg    | Langenzersdorf        | GolfRange Tuttendörfl             | Tuttendörfl       | Parkland     | 9      | 64       |            |
| Weinviertel      | Korneuburg    | Langenzersdorf        | GolfMaxX                          | Tuttenhof         | Parkland     | 9      | 66       |            |
| Industrieviertel | Wr. Neustadt  | Lanzenkirchen         | GC Föhrenwald                     | Kleinwolkersdorf  | Parkland     | 18     | 72       | Live-Cam   |
| Weinviertel      | Gänserndorf   | Lassee                | GC                                | Schönfeld         | Parkland     | 18+9   | 72       |            |
| Waldviertel      | Krems         | Lengenfeld            | GC Lengenfeld Kamptal Donauland   | Lengenfeld        | Parkland     | 18+18  | 72       |            |
| Weinviertel      | Bruck/Leitha  | Leopoldsdorf          | GC                                | Leopoldsdorf      | Parkland     | 9      | 66       |            |
| Waldviertel      | Gmünd         | Litschau              | GC Herrensee                      | Litschau          | Parkland     | 18+18  | 62       |            |
| Waldviertel      | Melk          | Maria Taferl          |                                   | Maria Taferl      | Parkland     | 9      | 68       |            |
| NÖ-Mittel        | St. Pölten    | Neidling              | Golfclub 2000                     | Goldegg           | Parkland     | 9      | 71       | Live-Cam   |
| Mostviertel      | St. Pölten    | Neulengbach           |                                   | Berging           | Parkland     | 9      | 60       | Live-Cam   |
| Industrieviertel | Baden         | Oberwaltersdorf       | Fontana                           | Oberwaltersdorf   | Parkland     | 18     | 72       |            |
| Weinviertel      | Mistelbach    | Poysdorf              | GC Veltlinerland                  | Poysdorf          | Parkland     | 18     | 71       |            |
| Weinviertel      | Gänserndorf   | Raasdorf              | Golf & Lifestylezentrum Marchfeld |                   | Parkland     |        |          | in Planung |
| Mostviertel      | Lilienfeld    | Ramsau                | GC Adamsthal                      | Adamstal          | Gebirgsplatz | 18+9   | 70       | Live-Cam   |
| Waldviertel      | Krems         | Rastenfeld            | Diamond Club Ottenstein           | Niedergrünbach    | Parkland     | 18     | 73       | Live-Cam   |
| Weinviertel      | Hollabrunn    | Schönborn             | Golfplatz Schloss Schönborn       | Schloss Schönborn | Parkland     | 18+9   | 73       | Live-Cam   |
| Industrieviertel | Bruck/Leitha  | Schwechat             | GC                                | Schwechat         | Parkland     | 9      | 66       |            |
| Industrieviertel | Neunkirchen   | Semmering             | GC                                | Semmering         | Parkland     | 9      | 62       |            |
| Weinviertel      | Korneuburg    | Spillern              | GC                                | Spillern          | Parkland     | 18     | 72       |            |
| Mostviertel      | Scheibbs      | Steinakirchen         | GC Schloss Ernegg                 | Ernegg            | Parkland     | 18+9   | 71       | Live-Cam   |
| Waldviertel      | Waidhofen/Th. | Waidhofen/Th.         | GC                                | Hollenbach        | Parkland     | 18+9   | 72       |            |
| Waldviertel      | Gmünd         | Weitra                | GC                                | Weitra            | Parkland     | 18     | 72       |            |
| Industrieviertel | Neunkirchen   | Zöbern                | Golf Eldorado Bucklige Welt       | Zöbern            | Parkland     | 18     | 66       | Live-Cam   |